# Radim Dejmal
Radim Dejmal (8. března 1927 – 1993) byl československý architekt.

## Život
Doktorské studium na stavební fakultě ČVUT zakončil disertační prací v roce 1968 na téma Architektura a životní prostředí. Byl členem Českého fondu výtvarných umění. Jeho dodnes funkční projekty se nesou ve stylu socialistického realismu a brutalismu.
Mezi jeho díla patří například projekt Kulturního domu v Kolíně (od roku 1990 Městský společenský dům), postavený v duchu socialistického brutalismu vedle historické budovy kolínské radnice. Podle autora mělo jít o multifunkční budovu plnící nejen kulturní, ale i další společenské funkce – srovnával ji například s pražskou Lucernou. Dále je autorem Kulturního dům Petra Bezruče v Havířově, na kterém spolupracoval s architektem Blažejem Heiserem a sochařem Vladimírem Navrátilem. V neposlední řadě je také autorem českého překladu knihy Architektonická komposice měst.

## Dílo
- Městský společenský dům Kolín (1974)[5]
- Kulturní dům Petra Bezruče (1961)[4]
- Ubytovna Areál Hloubětín (1980)[9]

## Galerie

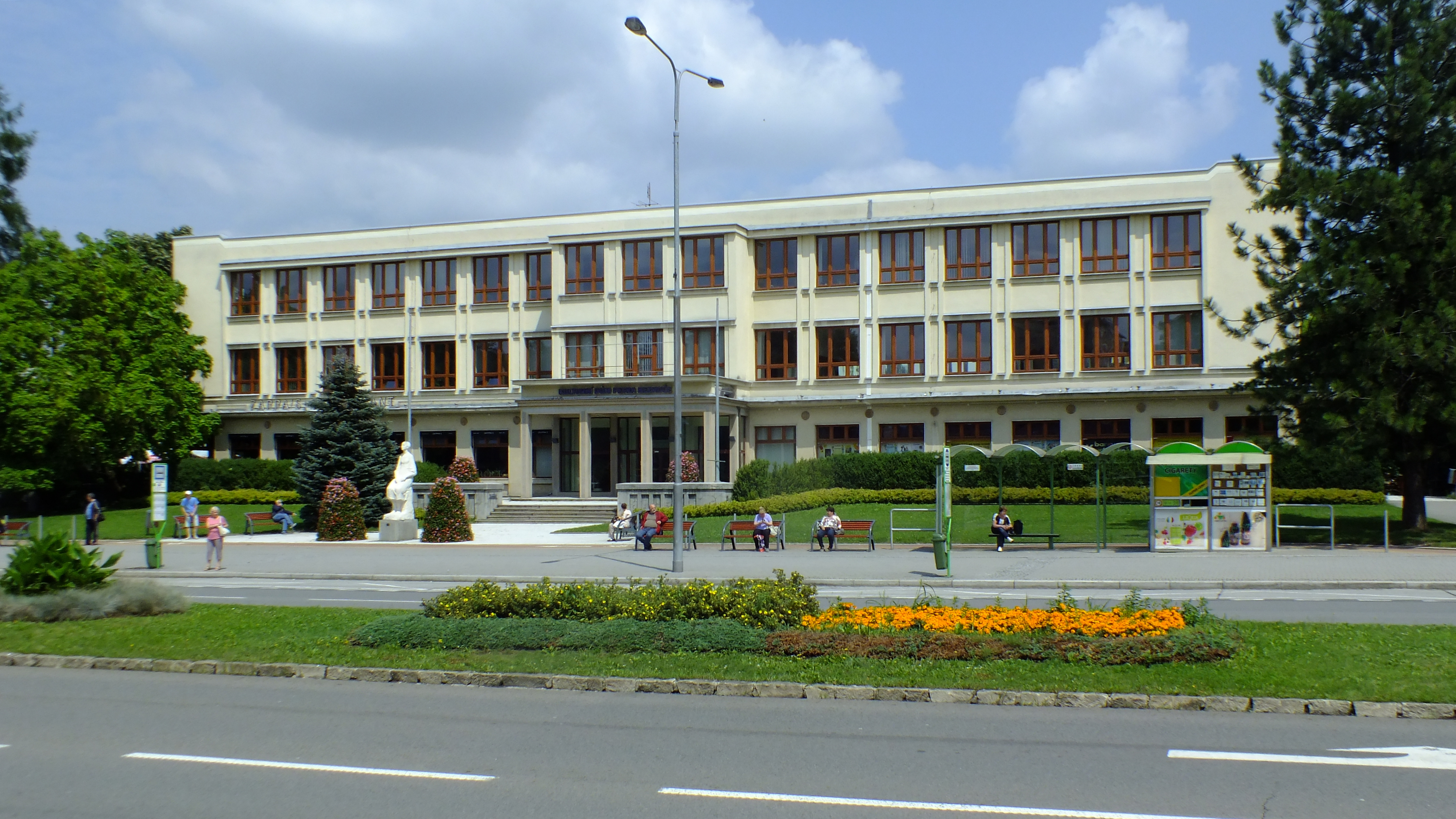
Kulturní dům Petra Bezruče (1961), Havířov
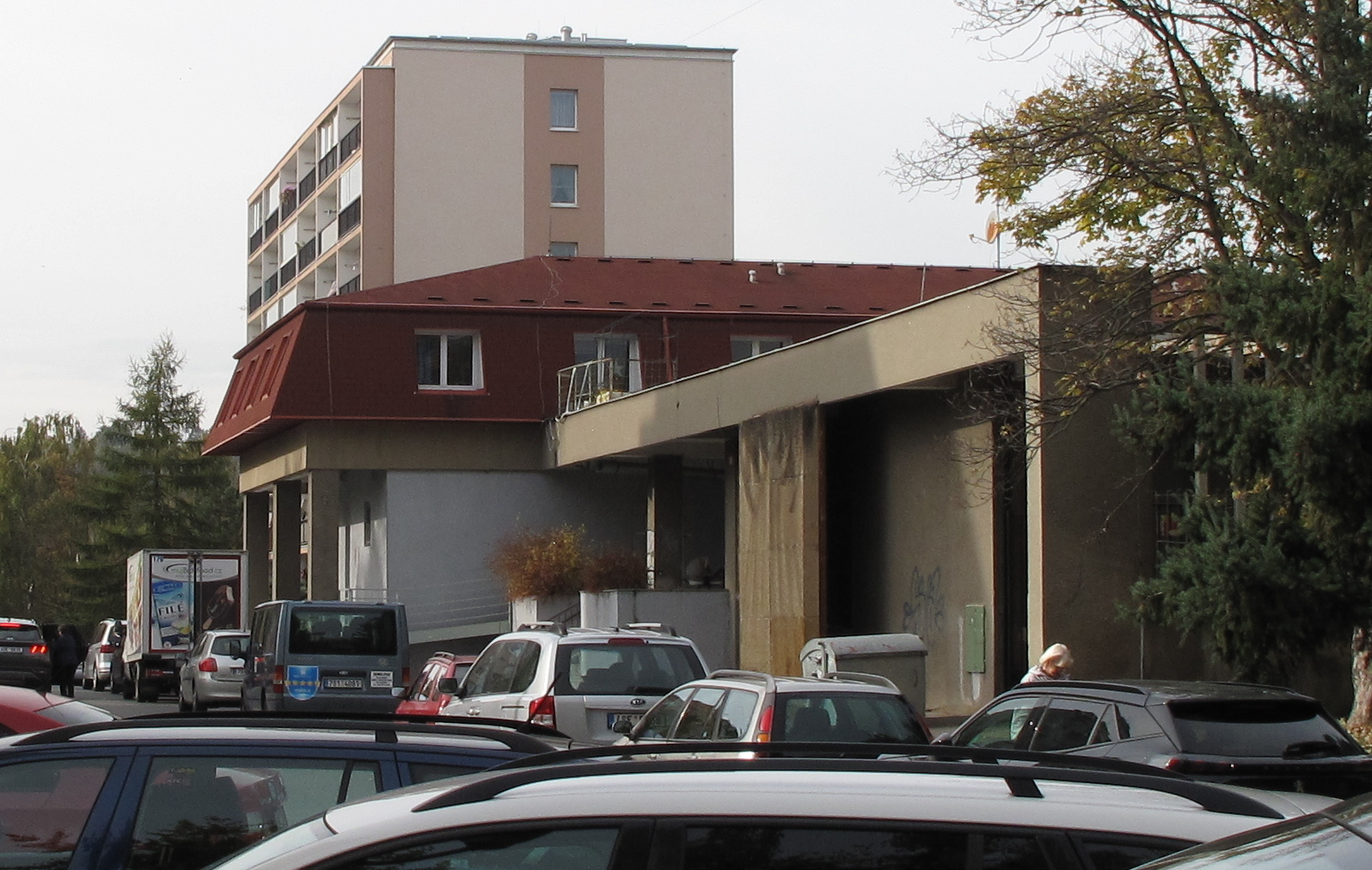
Středisko obchodu a služeb na sídlišti V Zátiší (70. léta 20. století), Kralupy nad Vltavou
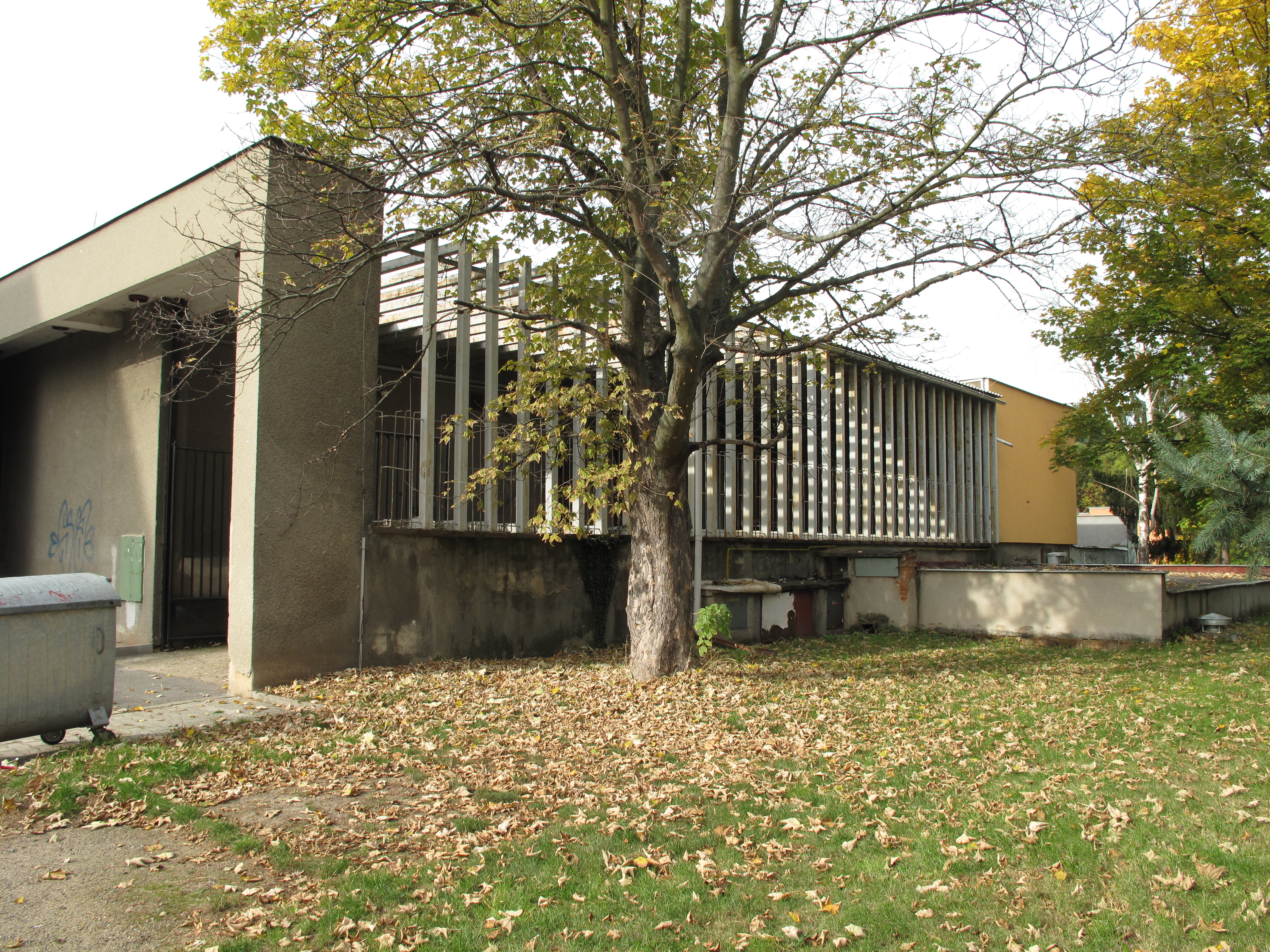
Zásobovací část centra
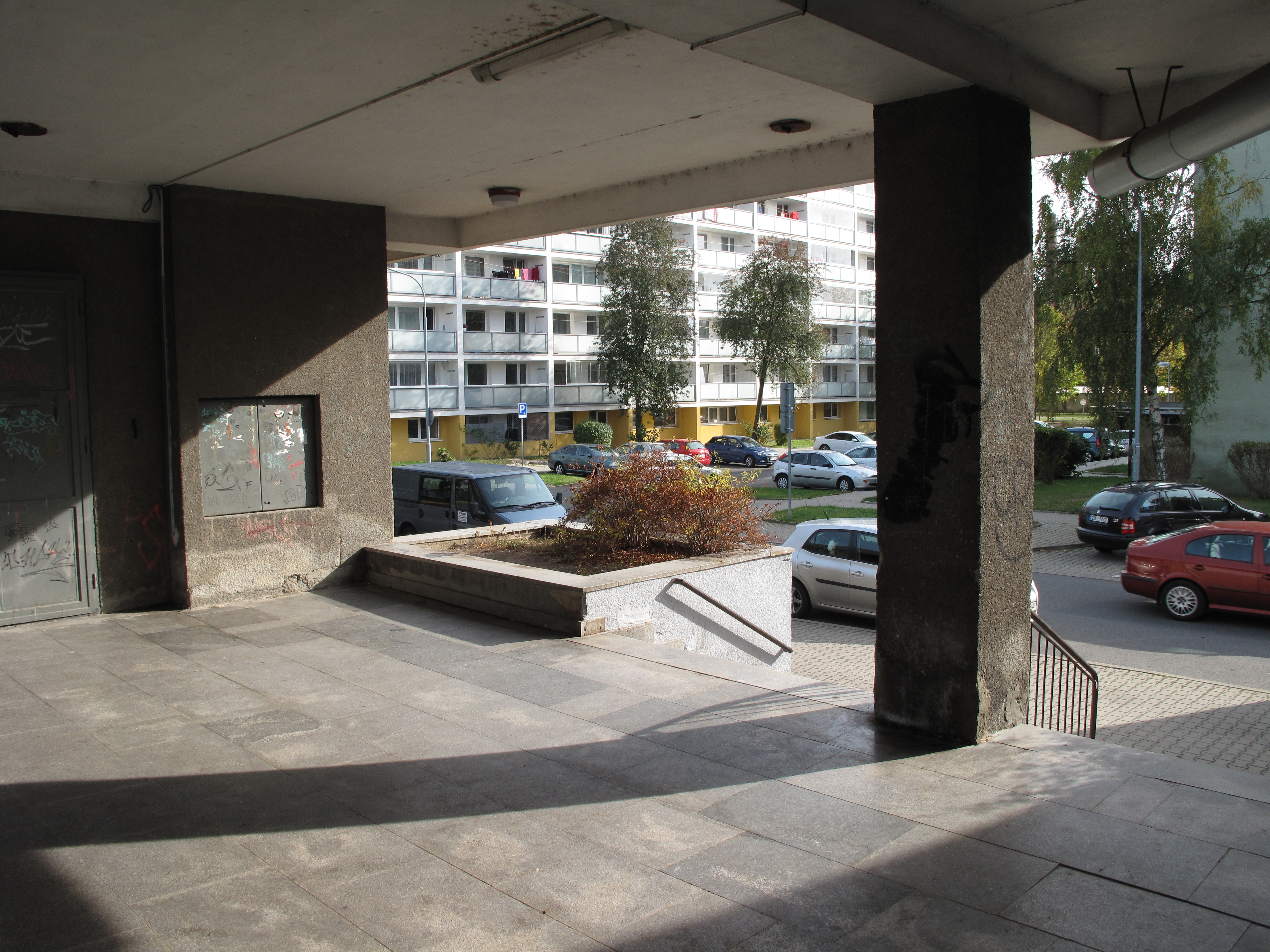
Pohled z centra do sídliště
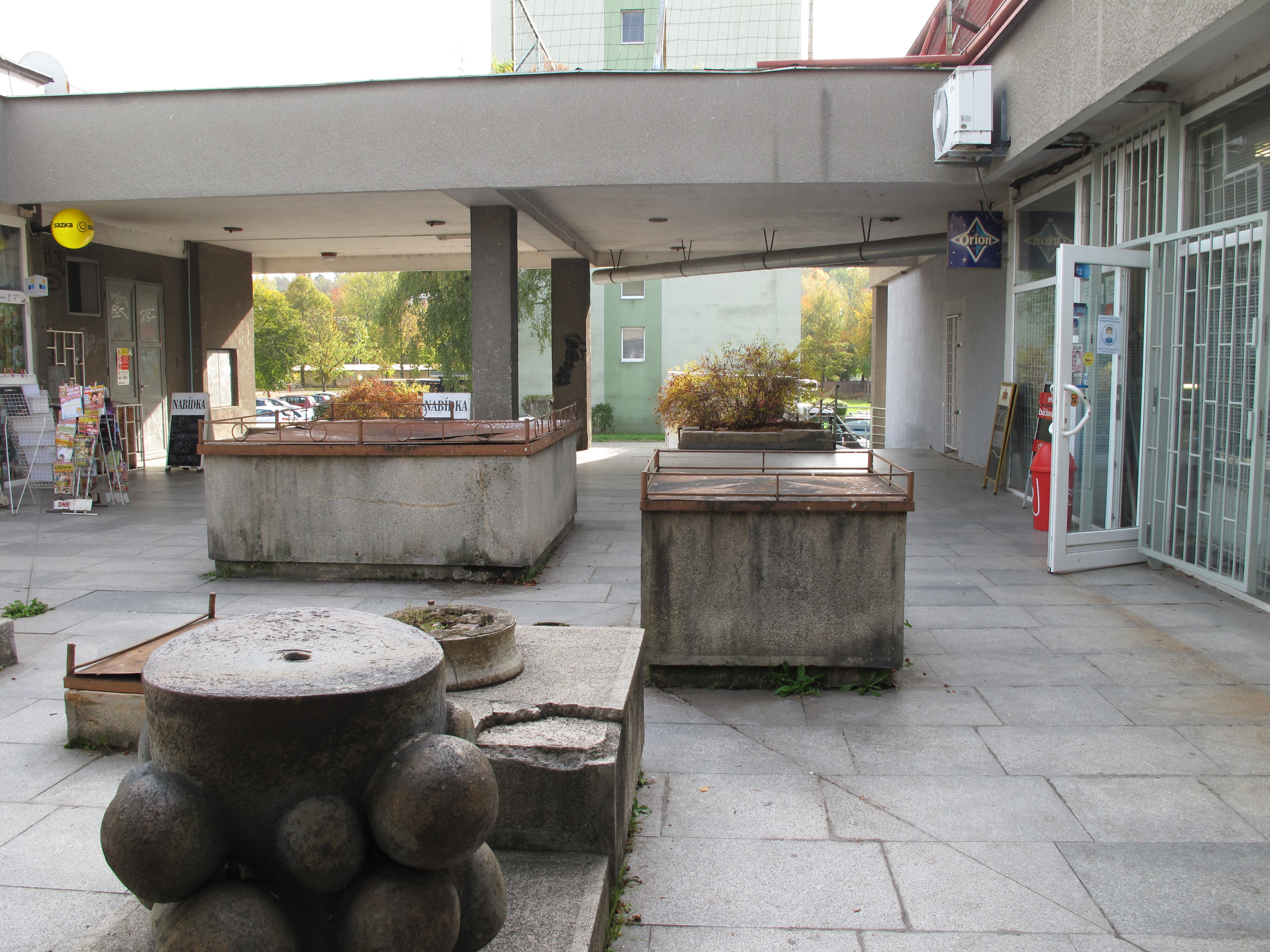
Atrium s plastikami Milana Chlíbce
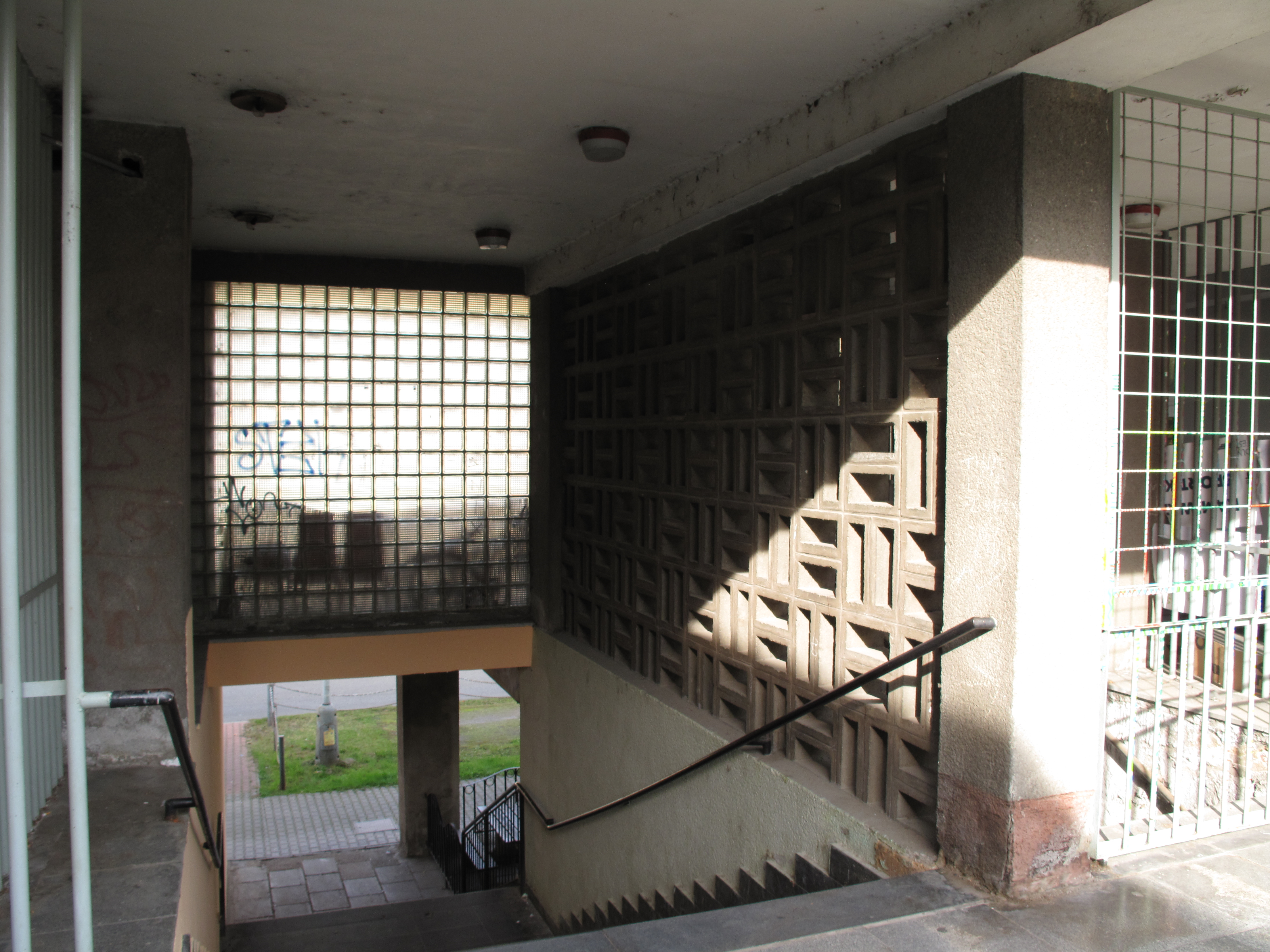
Schodiště do ulice Gen. Klapálka
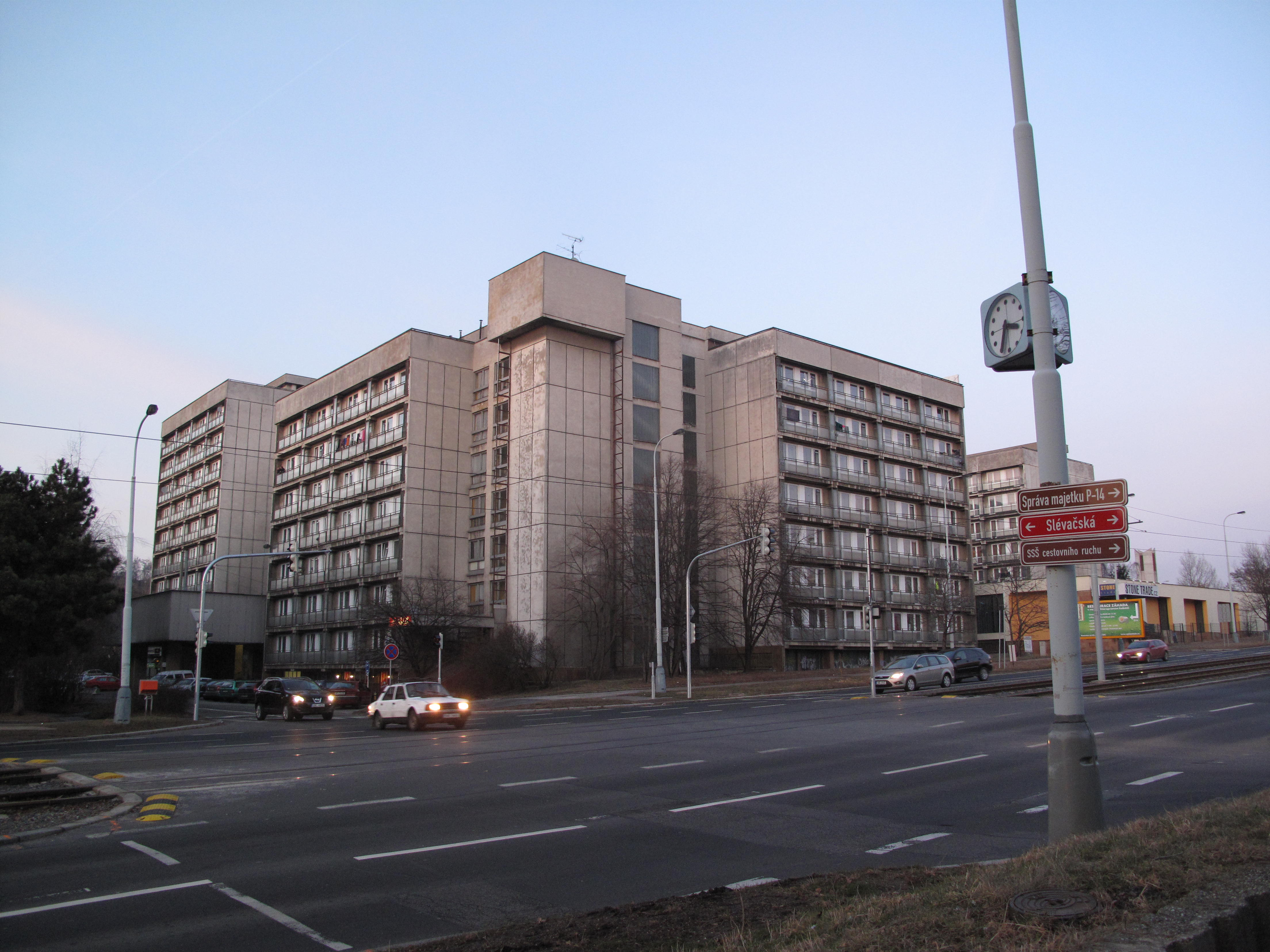
Areál Hloubětín (1980), původní podoba z roku 2012
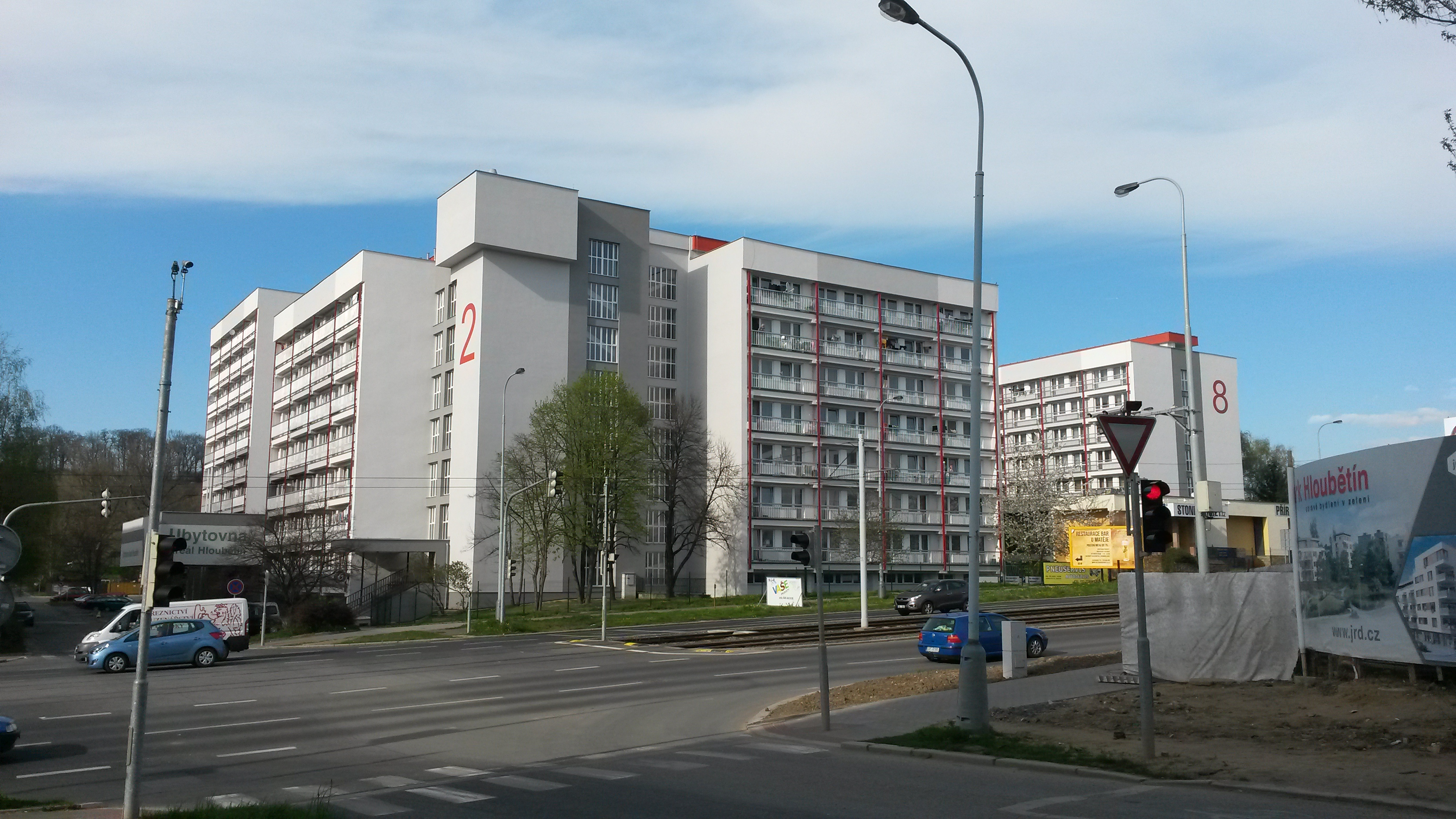
Budova po rekonstrukci